# Walter-Herwig Schuchhardt
Walter-Herwig Schuchhardt (* 8. März 1900 in Hannover; † 14. Januar 1976 in Freiburg im Breisgau) war ein deutscher Klassischer Archäologe.

## Leben
Walter-Herwig Schuchhardt war der Sohn des Prähistorikers Carl Schuchhardt. Er besuchte das Schiller-Gymnasium Berlin, wo er 1917 das Notabitur absolvierte. Im Herbst 1918 begann er mit dem Studium der Klassischen Archäologie und der Altertumswissenschaft an der Universität Tübingen. Nach vier Semestern ging er an die Universität Göttingen, wo Hermann Thiersch sein wichtigster Lehrer wurde und Schuchhardt für seinen weiteren Lebensweg geprägt wurde. Er wechselte von der Alten Geschichte unter dem Eindruck des Kunsthistorikers Georg Vitzthum von Eckstädt zur Kunstgeschichte, wo er zudem von Gerhard Krahmer beeinflusst wurde. Ein Semester verbrachte Schuchhardt an der Universität Heidelberg bei Ludwig Curtius. 1923 wurde er in Göttingen mit der Arbeit Die Meister der pergamenischen Gigantomachie promoviert. Anschließend wurde er für drei Semester Assistent bei Paul Wolters an der Universität München. Dort kam Schuchhardt in Kontakt mit den Furtwängler-Schülern Paul Arndt, Eduard Schmidt und Carl Weickert. 1924/1925 war er Reisestipendiat des Deutschen Archäologischen Instituts und bereiste vor allem Griechenland und die Türkei.

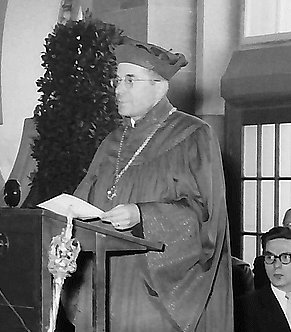
Walter-Herwig Schuchhardt als Rektor der Freiburger Universität (1954)

Nach der Stipendienzeit blieb Schuchhardt in Athen. Zunächst war er dort Assistent von Ernst Buschor, danach Stipendiat der Notgemeinschaft der Deutschen Wissenschaft. Die Habilitation erfolgte 1929 bei Hans Schrader an der Universität Frankfurt zum Thema Die Entstehung des Parthenonfrieses. 1934 wurde er als außerordentlicher Professor an die Universität Gießen berufen, zwei Jahre später auf einen Lehrstuhl an die Universität Freiburg. Obwohl er weitere Rufe erhielt, blieb er bis zu seiner Emeritierung 1968 der Universität treu.
Schuchhardt widmete sich besonders der Plastik des antiken Griechenlands von der Archaik bis zum Hellenismus. Im Großteil seiner etwa 85 Publikationen – Monografien, Aufsätze und Rezensionen – beschäftigte er sich mit Datierungsproblemen, Meisterfragen und Kopienkritik. Schuchhardt galt als der wohl beste Kenner griechischer Plastik seiner Zeit. Vor allem als Stilanalyst machte er sich einen Namen. Mit seinem kunsthistorischen Hintergrund konnte er mehrere als klassisch angesehene Werke als klassizistisch erkennen. Ästhetik war ihm wichtiger als die historische Aussagekraft, Schuchhardt galt weniger als Theoretiker denn als Sensualist. Ganz besonders widmete er sich dem 5. Jahrhundert v. Chr., der Parthenonzeit.
Schuchhardt war ordentliches Mitglied der Heidelberger Akademie der Wissenschaften (1967) und des Deutschen Archäologischen Instituts.

## Schriften
- Die Meister des grossen Frieses von Pergamon. Walter de Gruyter, Berlin 1925.
- Die Kunst der Griechen (= Geschichte der Kunst: Altertum. Band 1). Rembrandt-Verlag, Berlin 1940.
- Archaische Giebelkompositionen. Schulz, Freiburg im Breisgau 1940.
- mit Ernst Langlotz: Archaische Plastik auf der Akropolis. Klostermann, Frankfurt am Main 1941 (2. Auflage 1943).
- Adolf Furtwänler (= Freiburger Universitätsreden. Neue Folge, Heft 22). Schulz, Freiburg im Breisgau 1956.
- Archaische Plastik der Griechen. Günther, Stuttgart 1957.
- Die Epochen der griechischen Plastik. Grimm, Baden-Baden 1959.
- Griechische Kunst (= Ullstein-Kunstgeschichte. Band 5). Ullstein, Frankfurt am Main/Berlin 1964.
- Das Orpheus-Relief. Reclam, Stuttgart 1964.
- Griechische Kunst (= Belser Stilgeschichte. Band 2). Belser, Zürich/Stuttgart 1968.
- Geschichte der griechischen Kunst. Reclam, Stuttgart 1971, ISBN 3-15-010200-6.
- Alkamenes (= Winckelmanns-Programm der Archäologischen Gesellschaft zu Berlin. Nummer 126). Walter de Gruyter, Berlin 1977, ISBN 3-11-006984-9 (mit Schriftenverzeichnis Schuchhardts).